# Burg Mülheim
Die Burg Mülheim ist eine Wasserburg in Mülheim, einem Stadtteil von Zülpich in Nordrhein-Westfalen. 
Die Burg liegt am nordwestlichen Ortsrand des Dorfes am Rotbach. Heute ist die ehemalige Burg eine große vierseitige Hofanlage. Die Gebäude des Hofes wurden nach einem Brand im Jahre 1863 vollständig erneuert und später mehrfach umgebaut. 
Im Urkataster von 1829 war nur noch eine von Wassergräben umgebene Hofesfeste angegeben. Dort hat vielleicht einmal ein Herrenhaus gestanden.
Mülheim war ursprünglich Prümscher Besitz und kam später an Kurköln. Die Bauzeit der Burg muss im 13. Jahrhundert gelegen haben. Im 16. Jahrhundert wird eine Linie der Schall von Bell als Besitzer genannt. 1770 sind noch auf dem kurkölnischen Ritterzettel Otto Degenhard Schall von Bell und Philipp Wilhelm von Boulich als Eigentümer aufgelistet. Ende des 18. Jahrhunderts gehörte das Anwesen den Reichsgrafen von der Leyen, bis sie von der französischen Regierung enteignet wurden. 1863 erwarb, nach einigen Privatbesitzern, der Herzog von Arenberg den Hof. Später wurden die Burg und etwa 600 Morgen Land auf zwei Eigentümer aufgeteilt.
Der Hof wird heute als landwirtschaftliches Anwesen mit einem Hofladen geführt.